# Денежкин, Владимир Александрович
Владимир Александрович Денежкин (род. в 1942 году, Красноярск) — солист ансамбля «Рахманиновское трио», заслуженный деятель искусств Российской Федерации. Профессор Ростовской Государственной Консерватории им. С. В. Рахманинова.

## Биография
Владимир Денежкин родился в 1942 году в Красноярске. Его отец — Александр Егорович — был родом из Архангельска, работал авиационным техником. Его мать рано умерла, и отец перевез своих детей — Владимира и его старшую сестру Евгению — в Ростов-на-Дону. Владимир Денежкин начал заниматься в музыкальной школе им. Н. А. Римского-Корсакова к Людмилы Владимировны Панковой.
В 1956 году Владимир Денежкин поступает в Ростовское музыкальное училище, в класс Якова Владимировича Друскина.
В 1960 году окончил Ростовское музыкальное училище с красным дипломом. После окончания училища поступил в Ленинградскую консерваторию в класс Вероники Петровны Ивановой. Преподавателем камерного ансамбля была Татьяна Александровна Воронина.
В 1965 году он стал выпускником Ленинградской государственной консерватории. Квалификация — солист, преподаватель, ансамблист. Ассистентуру-стажировку проходил в Новосибирской государственной консерватории им. М. И. Глинки.
В Ростове создавал дуэты, трио, квартеты, квинтеты. Выступал в роли концертмейстера и гастролировал с заслуженным артистом России А.Даниловым, народным артистом России Б.Мазуном и Л.Фарапоновым.
Был работником Кемеровского музыкального училища. С 1970 года работает в Ростовской государственной консерватории им. С. В. Рахманинова, ведет класс камерного ансамбля. Создал кафедру камерного ансамбля и с 1971 по 1981 год был ее первым заведующим. С 1981 по 1998 год работал деканом.
Владимир Денежкин профессор Ростовской Государственной Консерватории им. С. В. Рахманинова с 1 сентября 1995 года. В 1999 году ему присвоили звание заслуженного деятеля искусств Российской Федерации. Педагогический стаж составляет 51 год. Инициировал создание ансамбля «Рахманиновское трио», выступает его руководителем и солистом (фортепиано). Другие участники — Алексей Шевелев (скрипка) и народный артист России Михаил Щербаков (виолончель).
Владимир Денежкин играет циклы концертов, монографические программы, квартеты Моцарта, Шумана, Бетховена, Брамса, Моцарта, скрипичные сонаты Прокофьева, Бартока, Шнитке, Энеску. Был педагогом для более, чем 350 выпускников. Среди них: С.Нестеров, А.Вольпов, З.Кодзасова, Ю.Юрасов, А.Ресьян, Л.Атлас, Л.Айзенберг, А.Поляничко, И.Сергеева. Его ученики работают педагогами музыкальных вузов — Я.Лещинер в Воронеже, профессор И.Флейшер в Красноярске. Некоторые из выпускников уезжали в другие страны: Ю.Кац во Францию, А.Жиров, Л.Айзенберг в США, А.Атлас, А.Вольпов в Великобританию.